# L'Accompagnatrice (roman)
L'Accompagnatrice est un court roman de l'écrivaine  Nina Berberova publié en français en 1985.

## Résumé de l'intrigue
Le récit relate la vie passée d'une jeune fille nommée Sonia, nommée affectueusement Sonetchka. Sonia vient des milieux sociaux russes très pauvres, et mène une non-relation avec sa mère, professeur de piano.
Après ses études au Conservatoire, Sonia rencontre la cantatrice Maria Travina, qui recherche une accompagnatrice. Aux yeux de Sonia, Maria est différente : elle est belle, riche, s'exprime avec grande aisance et vit comme si elle n'avait pas connu la Révolution russe contrairement à Sonia. Pour Sonia, c'est une nouvelle humiliation. Elle ne parvient pas à apprécier cette jeune femme, qui ne lui veut que du bien malgré tout. Sonia est tiraillée entre deux gestes : accepter son propre sort, ou atteindre sa protectrice dans son point faible...

## Analyse de l’œuvre
Il s'agit d'un roman psychologique que Nina Berberova a écrit en dehors de son pays natal qui est la Russie, car elle vivait à l'époque de l'Union Soviétique durant laquelle les intellectuels, les littéraires... avaient une liberté d'expression très restreinte : seuls les sujets liés au stalinisme, à l'économie, à l'industrialisation étaient admis.
Dans son œuvre, Nina Berberova réunit un certain nombre de thèmes : rencontre, humiliation, exil, amour, idée de vengeance, différence.

## Traductions
En 1985, le livre paraît en français aux éditions Actes sud dans une traduction de Lydia Chweitzer.
En 1987, le livre est traduit du français à l'italien par Leonella Pratto Caruso.

## Adaptation en film
En 1992, Claude Miller adapte le roman en en transposant l'histoire en France sous l'Occupation.